# Geschiedenis van Venezuela

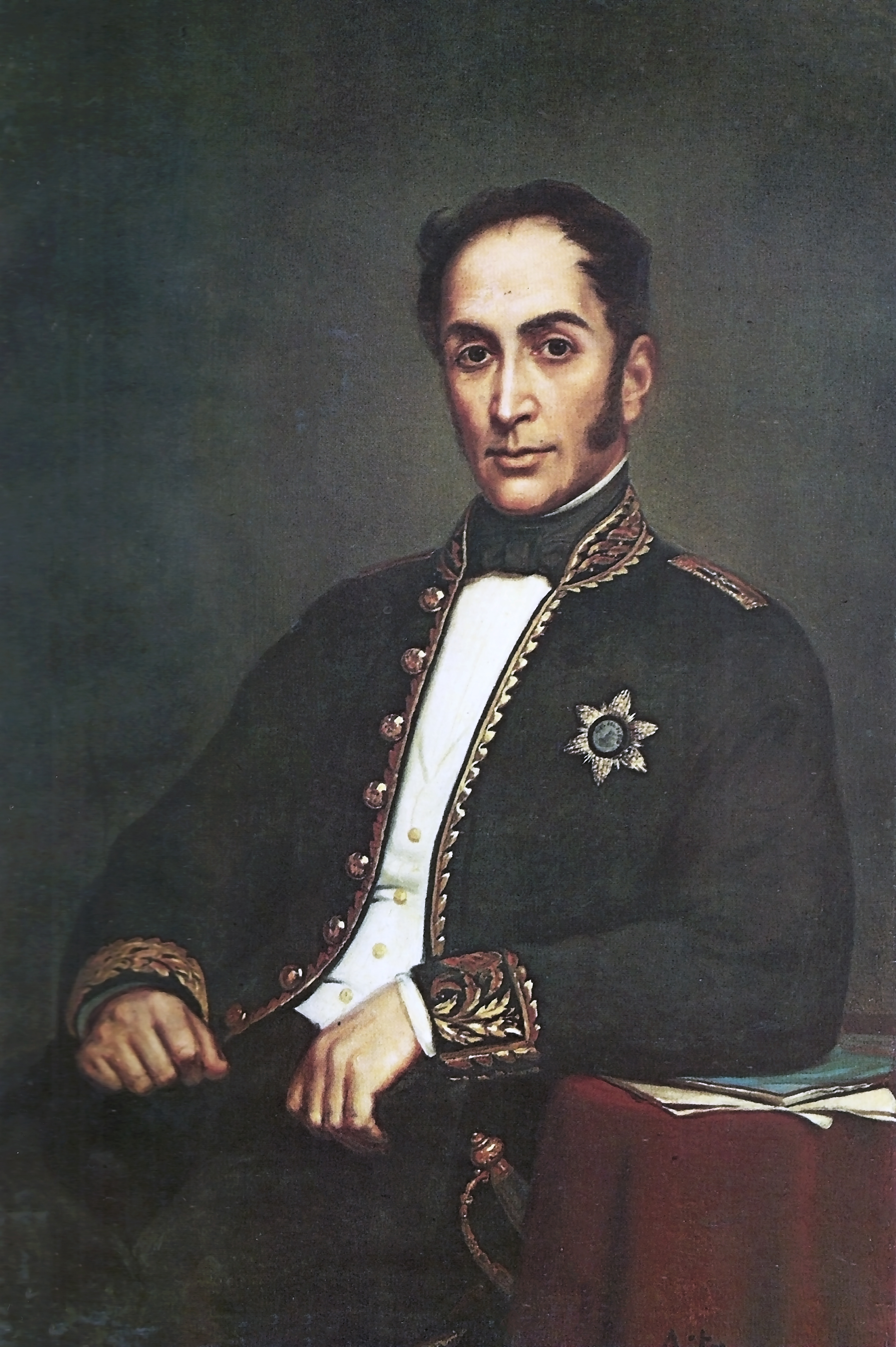
Simón Bolívar

Dit artikel gaat over de geschiedenis van Venezuela.

## Spaanse tijd
In 1498 voer Christoffel Columbus op zijn derde reis langs de kust van Venezuela. Hij bezocht een paar eilanden voor de noordoostkust van het land. De tweede Spaanse expeditie, geleid door Alonso de Ojeda, voer langs de noordkust van Zuid-Amerika in 1499. Hij gaf de naam Venezuela ("klein Venetië" in het Spaans) aan de Golf van Venezuela vanwege de gelijkenis met de Italiaanse stad, de paalhuisjes van de Inheemsen.
De Spaanse kolonisatie van het vasteland van Venezuela begon in 1502. De eerste permanente Zuid-Amerikaanse nederzetting lag in de buurt van de huidige stad Cumaná. Ten tijde van de Spaanse aankomst leefden de inheemse bevolking voornamelijk in groepen als landbouwers.
In het middel van de 16e eeuw woonden zo'n 2000 Europeanen in de regio die Venezuela werd. De opening van goudmijnen in 1632 in Yaracuy leidde tot de introductie van slavernij. Eerst werd de inheemse bevolking betrokken bij de goudwinning en later slaven uit Afrika. De enorme uitgestrekte grasvlaktes waren ideaal voor het fokken van vee. Een kleine groep van Spaanse landeigenaren profiteerde hiervan.
Tijdens de 16e en 17e eeuw lag de prioriteit van het Spaanse hof bij de goud- en zilvermijnen en speelden de afgelegen veeteelt en landbouwactiviteiten in Venezuela nauwelijks een rol. In de 18e eeuw kwamen er grote cacaoplantages langs de kust en nog meer slaven werden vanuit Afrika aangevoerd om er te werken. De overgebeleven inheemse bewoners waren gemigreerd naar de vlakten en oerwouden in het zuiden.
Venezuela was de locatie van de vijfde permanente Spaanse vestiging in Zuid-Amerika in 1513, om daarna deel te worden van de Spaanse onderkoninkrijken Peru en Nieuw-Spanje. Na 1717 waren Venezolaanse provincies onderdeel van het Onderkoninkrijk Nieuw-Granada, maar in 1777 scheidden die zich daar vanaf als de Capitanía General de Venezuela. 

## Onafhankelijk
Na de Venezolaanse Onafhankelijkheidsoorlog, een periode van verschillende oproeren en twee tijdelijke republieken, werd het land in 1821 definitief onafhankelijk van Spanje onder leiding van Simón Bolívar, Venezuela's beroemdste zoon. Venezuela vormde met het huidige Colombia (inclusief de toenmalige provincie Panama) en Ecuador de Republiek van Groot-Colombia (Gran Colombia). In 1830 werd Venezuela een onafhankelijke republiek. Enige tijd bestond ook de afzonderlijke onafhankelijke republiek Maracaibo. Sinds 1864 voerde het landde naam Verenigde Staten van Venezuela (Spaans:Estados Unidos de Venezuela, die werd aangenomen in de grondwet van de regering van Juan Crisóstomo Falcón. Dit bleef de officiële naam van het land tot 1953, toen in de nieuwe grondwet van dat jaar de naam werd gewijzigd in Republiek Venezuela. 
In 1999, onder de nieuwgekozen president Hugo Chávez en zijn grondwetswijziging, werd de officiële naam van Venezuela de Bolivariaanse Republiek Venezuela.[1]
Een groot deel van de negentiende en twintigste eeuw werden gekenmerkt door politieke instabiliteit, dictatoriaal bewind, en revolutionaire onrust. In 1898 bereikte de instabiliteit van de regering Andrade een hoogtepunt en begonnen de krachten van de partijgenoten van José Cipriano Castro zich samen te bundelen in Het Revolutionair Comité. 
Begin 1899 vormde Castro met Juan Vicente Gómez en andere partijleden een junta, na vruchteloze pogingen bij Carlos Rangel Garbiras. Het begin van de Liberale Revolutie, 23 mei 1899 werd ingeluid met de invasie van het nationaal territorium. Castro wist enkele gevangen medestrijders vrij te krijgen waarop president Andrade het land ontvluchtte. Castro bereikte Caracas op 22 oktober 1899 waar hij tot president van de Republiek benoemd werd.

## De Venezolaanse Crisis van 1902/1903
Van december 1902 tot februari 1903 dreigde oorlog met enkele Europese staten, waaronder ook Nederland, waarbij het Verenigd Koninkrijk, Frankrijk, Italië en Duitsland met marineschepen de toegang tot de Venezolaanse havens blokkeerden. Aanleiding was de weigering van president Cipriano Castro buitenlandse schulde te voldoen en de schade te vergoeden die Europese burgers hadden geleden in de recente Venezueluaanse burgeroorlog. Castro nam aan dat de Verenigde Staten wegens de Monroe-doctrine tussenbeide zouden komen om een Europese militaire actie te voorkomen. De VS hield zich echter afzijdig. Hierop stemde Castro in met het voorleggen van de kwestie aan het Permanent Hof van Arbitrage te Den Haag. Duitsland maakte hier aanvankelijk bezwaar tegen en betoogde dat sommige claims door Venezuela zonder arbitrage dienden te worden geaccepteerd.
Jaren later beweerde de Amerikaanse president Roosevelt dat hij de Duitsers tot een terugtrekking had gedwongen door zijn eigen, grotere vloot naar Venezuela te sturen en met oorlog te dreigen indien de Duitsers er zouden landen. Hij trof echter geen daadwerkelijke voorbereidingen voor een aanal.
Toen Castro niet toegaf, de Amerikaanse druk en de steeds negatievere reacties van de Britse en Amerikaanse pers op de affaire, stemden de blokkerende landen in met een compromis, maar handhaafden ze de blokkade tijdens de onderhandelingen over de details. Dit leidde tot de ondertekening van een overeenkomst op 13 februari 1903.Bij die overeenkomst werd de blokkade opgeheven en besteedde Venezuela 30% van zijn invoerrechten aan het alsnig afhandelen van de claims.
Toen het Permanent Hof van Arbitrage in Den Haag een voorkeursbehandeling toekende aan de blokkerende mogendheden ten opzichte van de claims van andere landen, vreesden de VS dat dit toekomstige Europese interventie zou aanmoedigen. Deze episode droeg bij aan de ontwikkeling van het Roosevelt-corollarium van de Monroe-doctrine. Daarin werd door de Verenigde Staten het recht opgeëist in te grijpen en de economische situatie van kleine staten in het Caribisch gebied en Centraal-Amerika te stabiliseren indien deze niet in staat waren hun buitenlandse schulden te betalen, om zo te voorkomen dat Europa zou ingrijpen. 

## Aardolie
In 1914 werd aardolie gevonden, en in 1922 werd met de winning begonnen door buitenlandse maatschappijen. Deze lieten vanwege de politieke instabiliteit van Venezuela de raffinage meestal elders plaatsvinden. Zo bouwde Shell een raffinaderij voor Venezolaanse olie op Curaçao.

## Punto Fijo-pact
Nadat de militairen in 1958 hun actieve bemoeienis met de nationale politiek gestaakt hadden, begon een lange periode van democratisch burgerlijk bestuur. De drie grote partijen sloten het "Punto Fijo-pact", waarin de spelregels van de democratie werden vastgelegd. Onder de presidenten Rómulo Betancourt en Raúl Leoni van de Accion Democrática verbrak Venezuela stelselmatig de betrekkingen met elk land in Latijns-Amerika waar een dictatuur heerste (Betancourt-doctrine). De christendemocraat Rafael Caldera (1969-1974) was pragmatischer en herstelde het contact met het Cuba van Fidel Castro. Ook de binnenlandse communisten werden gelegaliseerd.
Caldera zette in 1970 de eerste stap naar nationalisatie van de oliewinning. Zijn opvolger Carlos Andrés Pérez bekrachtigde in augustus 1975 een wet waarin de activiteiten van alle olieconcerns werden overgenomen door 'Petroleos de Venezuela' (Petroven). De olie zorgde voor welvaart, die echter beperkt bleef tot de bovenlaag en de geschoolde arbeiders die in de oliewinning of de daarvan afhankelijke bedrijvigheid werk vonden.
In 1992 vond er een mislukte staatsgreep plaats, die door Hugo Chávez georganiseerd was. Hij leidde een groep linkse officieren die gebruik maakte van een onvrede onder het volk over het bestuur door de AD en Copei. De afwisseling van deze partijen maakte voor de werkloze onderkant van de maatschappij geen enkel verschil. De staatsgreep mislukte, maar luidde wel het einde in van de door Bétancourt gestichte democratie. Carlos Andrés Pérez werd een jaar later door het Congres wegens verduistering van overheidsgeld en machtsmisbruik uit zijn ambt gezet. Rafael Caldera was van 1994 tot 1999 de laatste president in het oude bestel.

## Presidentschap van Hugo Chávez

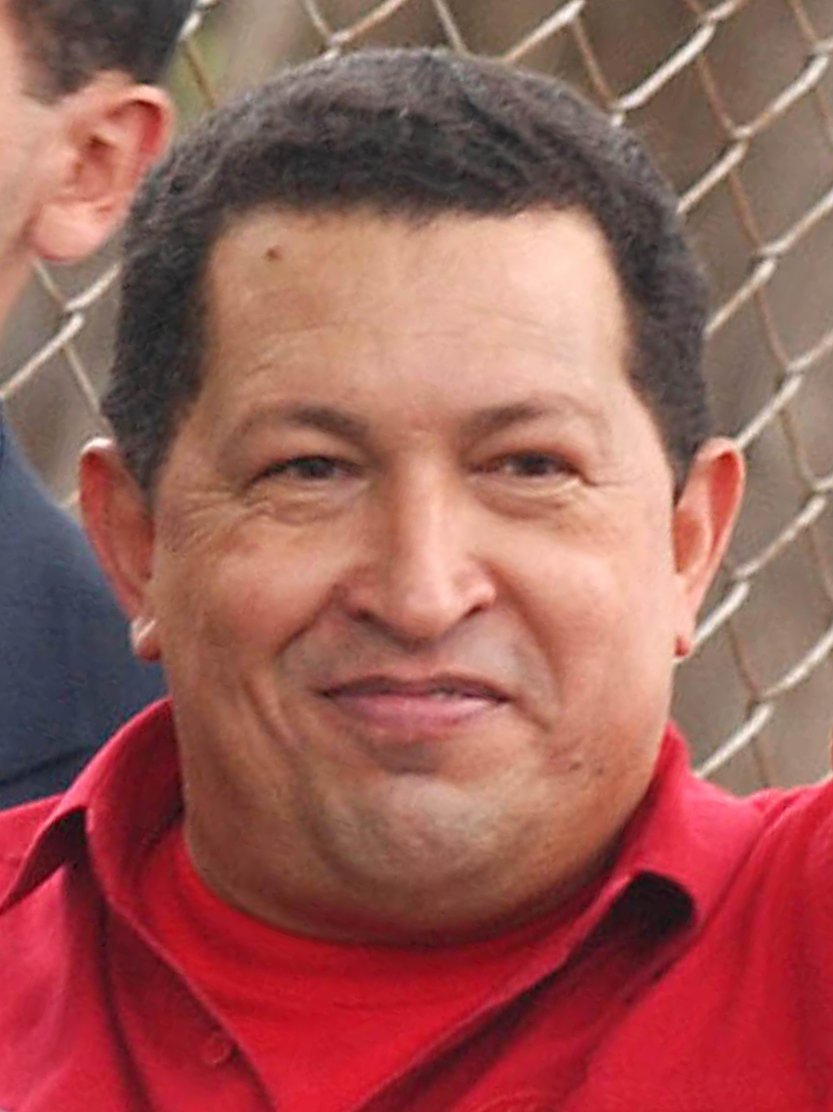
Hugo Chávez

Hugo Chávez, die van Caldera gratie had gekregen maar zijn militaire rang niet terug had gekregen, deed in 1998 mee aan de presidentsverkiezingen en versloeg Henrique Salas Römer van Project Venezuela. Onmiddellijk zette hij een team aan het werk om een nieuwe grondwet te schrijven. De 26e sinds de onafhankelijkheid, maar Chávez noemde zijn staatsmodel de "Vijfde Republiek". Deze werd gegrondvest op het bolivarisme, een ideologie die trekken had van het Argentijnse peronisme.

### Staatsgreep
Op 11 april 2002 organiseerde de oppositie een protestmars om het aftreden van president Hugo Chávez te eisen. Dit eindigde in een poging tot een staatsgreep, gericht tegen Chávez. De actie leidde ertoe dat Chávez voor 47 uur werd ontheven uit zijn functie als president van Venezuela. Door een combinatie van militair ingrijpen en massale protesten van het volk ten gunste van Chávez werd hij al snel in zijn functie hersteld. Chávez werd vastgehouden door het leger, waarna de directeur van de Venezolaanse Federatie van Kamers van Koophandel (Fedecámaras), Pedro Carmona, werd geïnstalleerd als interim-president. Carmona ontbond de democratisch gekozen Nationale Vergadering en de Hoge Raad, en verklaarde de eveneens democratisch gekozen grondwet van 1999 ongeldig. In Caracas leidde de staatsgreep tot een pro-Chávezdemonstratie, die de politie probeerde te onderdrukken. De belangrijkste sectoren van het leger en zelfs een groot deel van de anti-Chávezbeweging weigerden Carmona publiekelijk te steunen. Uiteindelijk wist de presidentiële garde het presidentieel paleis Miraflores te heroveren zonder een schot te lossen. Dit leidde vervolgens tot de val van de regering van Carmona, waarna Chávez opnieuw als president werd geïnstalleerd. De staatsgreep werd publiekelijk veroordeeld door Latijns-Amerikaanse landen en internationale organisaties als de VN. De Verenigde Staten en Spanje erkenden de de facto pro-Amerikaanse regering van Carmona al snel, maar na de spoedige mislukking van de staatsgreep veroordeelden zij deze alsnog.
De coup was al zes tot negen maanden gepland en kwam nadat Chávez enkele wetten had laten aannemen waarmee de overheidscontrole op het staatsoliebedrijf PDVSA werd vergroot. Er vond in december 2001 een algemene staking plaats en begin 2002 riepen verschillende vooraanstaande militaire figuren Chávez op af te treden. Begin april escaleerde de staking bij PDVSA, waardoor er op 9 april een algemene staking kwam die gesteund werd door de belangrijkste vakbondsfederatie in Venezuela (Confederación de Trabajadores de Venezuela, CTV) en Fedecámaras. Vervolgens werd de staking een aantal dagen verlengd en op 11 april organiseerde de oppositie een mars naar het presidentieel paleis. De regering probeerde de mars weg te houden van het paleis, waar al een pro-Chávezmars plaatsvond, die gedwarsboomd werd door aanhangers van de coup, en toen beide groepen elkaar naderden, werden er schoten afgevuurd. Er waren aan het einde van middag negentien doden en vele gewonden.

### Verkiezingen
In opeenvolgende verkiezingen en referenda bleef Hugo Chávez duidelijke overwinningen behalen. Zo werd in 2000 een nieuwe grondwet goedgekeurd waarbij de ambtstermijn van de president werd verlengd van vijf naar zes jaar. In 2005 boycotten de oppositiepartijen de parlementsverkiezingen, zodat de meeste partijen in het parlement van 2006 tot 2011 Chávez steunden. In 2006 won Chávez een tweede termijn. Dat zou volgens de nieuwe constitutie ook zijn laatste zijn, maar hij begon een campagne om de limiet uit de grondwet te halen. Ook zou de president meer macht moeten krijgen. Op 2 december 2007 leed hij echter een nederlaag in een referendum, zijn eerste en voorlopig zijn laatste. Hij beschuldigde verschillende media ervan om een hetze tegen hem te hebben gevoerd. De regering heeft de zendmachtiging ingetrokken van Radio Caracas Televisón (RCRT), vanwege hun weigering om belastingen en boetes te betalen en de openlijke steun van de couppoging tegen Chávez in 2002 en rol in het aanzetten tot de oliestaking in 2002-2003.
In zijn tweede termijn ging Chávez een radicalere socialistische economische politiek voeren. Veel bedrijven in de energie-, voedings- en telecommunicatiesector werden genationaliseerd.
Ook begon hij de Venezolaanse olievoorraad in te zetten in de buitenlandse politiek. Het programma Petrocaribe voorzag in de levering van olie aan bevriende landen in de regio, die de gestegen oliekosten niet konden betalen. Hij verwierf zo grote politieke invloed en aanhang. Met het Cuba van zijn vriend Fidel Castro, dat zelfs de gereduceerde tarieven niet kon opbrengen, kwam hij tot een soort ruilhandel: Cubaanse artsen en leraren betaalden met hun arbeid in de volkswijken van Venezuela voor de olieleveranties.

## Nicolás Maduro
Eind 2012 werd de al ernstig zieke Chávez met ruime meerderheid herkozen. Zijn tegenstander Henrique Capriles was aangewezen in voorverkiezingen om versnippering van de stemmen te voorkomen.
In april 2013 trad Capriles opnieuw in het strijdperk, nu tegen Nicolás Maduro, de op diens sterfbed aangewezen opvolger van Chávez. Maduro won met een klein verschil. Onder zijn presidentschap verslechterde de economie verder, vooral door het kelderen van de olieprijzen op de wereldmarkt. Er is schaarste, en Maduro heeft niet het charisma van Chávez. Aan de kant van de oppositie heeft de gematigde Capriles het intussen afgelegd tegen de radicale Leopoldo López, die na een periode in de gevangenis en onder huisarrest naar Spanje vluchtte.
Na een periode van economische schaarste, enorme geldontwaarding en extreem politiek en crimineel geweld, won de oppositie op 6 december 2015 de parlementsverkiezingen. Maar in de transitieperiode liet Maduro het oude parlement, dat door de oppositie werd geboycot, een machtigingswet aannemen, waardoor hij een jaar lang vrijwel bij decreet kon regeren. In deze tijd zette hij een nieuwe list op. Hij schreef verkiezingen uit voor een Grondwetgevende Vergadering. Zoals hij al had verwacht, weigerde de oppositie aan deze "presidentiële coup" mee te werken, zodat de Constituante helemaal uit regeringsaanhangers ging bestaan. Nu ging Maduro het parlement negeren, en de Constituante behandelen als parlement voor lopende zaken.
Na massale protesten tegen het bewind van Maduro, gericht tegen de economische malaise en het repressieve bewind, riep Juan Guaidó, de gekozen voorzitter van het parlement, zich op 23 januari 2019 uit tot interim-president. Kort daarop werd hij door een groot aantal staten, waaronder de Verenigde Staten, alsmede door het Europees Parlement en Nederland, erkend als nieuwe president van Venezuela. Guaidó kreeg ook een grote meerderheid van de Venezolanen achter zich, maar desondanks bleef Maduro stevig in het zadel mede door steun van het leger.
Door de politieke oppressie en slechte economische situatie verlaten vanaf 2014 veel bewoners het land op legale of illegale wijze. Meer dan vier miljoen Venezolanen, zo'n 15% van het totaal, hebben inmiddels hun land verlaten, volgens gegevens van de regeringen die hen hebben opgenomen.